# Царица

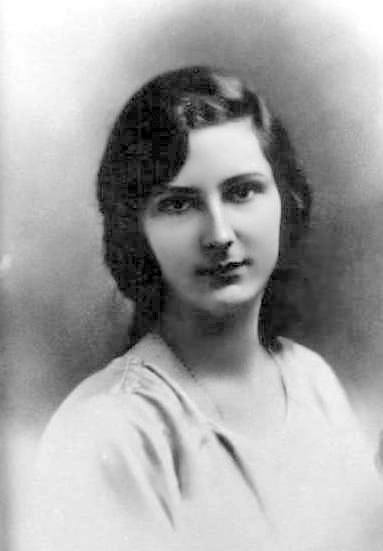
Иоанна, царица Болгарии

Цари́ца — титул жены царя или женщины, возглавляющей царство самостоятельно. Употреблялся в России с 1547 по 1721 (по отношению к императрицам — по 1917), в Болгарии с 913 по 1018, с 1185 по 1422 и с 1908 по 1946, в Сербии с 1346 по 1371. Царицами в русской традиции также называют правительниц некоторых древних государств (например, Царица Савская).

## Русские царицы
Первая русская царица — Анастасия Романовна, последняя — императрица Александра Фёдоровна. Самостоятельно правили только 4 императрицы: Екатерина I, Анна Иоанновна, Елизавета Петровна, Екатерина II.

## Болгарские царицы
Первая достоверно известная болгарская царица — Мариам Сурсувул, вторая жена Симеона Великого, армянка по происхождению. Самостоятельных правительниц в Болгарии не было. Последняя царица Болгарии — Джованна Савойская.

## Сербские царицы
Первая сербская царица — Елена Болгарская, жена Стефана Душана, вторая и последняя — Анна Бессараб, жена его преемника Стефана Слабого.

## Царицы в фольклоре
В славянском мифологическом сознании царицы, как и цари, соответствовали основным стихиям мироздания (царица Молоньица, Морская царица). Из мифов эти царицы проникли в русские сказки. Наиболее проработан в этом отношении образ Морской царицы, которая иногда правит самостоятельно.

## Царицы в литературе
Наибольшее количество образов цариц в русской литературе можно найти у Пушкина, который находился под влиянием фольклора. Так, в «Сказке о царе Салтане» происходит знаменитый спор претенденток на этот титул. В «Сказке о рыбаке и рыбке» старуха желает поменять звание царицы на место владычицы морской, что оказывается ей не под силу. В «Сказке о золотом петушке» фигурирует Шемаханская царица, смысл появления которой до сих пор не разгадан. Другой автор, часто упоминающий цариц — В. Соловьёв, один из теоретиков софианства.